# Rio Corentine
O rio Corentine ou Courantine é um rio sul-americano que banha a Guiana e o Suriname. O rio nasce nos serra do Acaraí e corre para o norte por aproximadamente 724 km entre Guiana e Suriname, desaguando no Oceano Atlântico, próximo a Corriverton, Guiana, e Nova Nickerie, Suriname. Existe um serviço de balsa entre estas duas cidades.